# Distretto di José Gálvez
Il distretto di José Gálvez è uno dei dodici distretti  della provincia di Celendín, in Perù. Si trova nella regione di Cajamarca e si estende su una superficie di 58,01 chilometri quadrati.

Istituito il 7 novembre 1887, ha per capitale la città di Huacapampa; al censimento 2005 contava 2.687 abitanti.